# Амрак
Амрак (д/н—після 581) — 5-й великий каган Тюркського каганату в 581 році. Відомий в китайських джерелах як Аньло.

## Життєпис
Походив з династії Ашина. Син Таспар-кагана. Після смерті останнього 581 року став претендентом на трон. Втім проти нього виступив Талоп'єн (Торемен), син Мукан-кагана. За підтримки Шету, кагана Сходу, Амрак домігся обрання себе великим каганом.
Втім Амрак не змінив ім'я та не вступив повноцінно у владу через протистояння з Талоп'єном. Зрештою відмовився від влади, передавши її Шету. Сам прийняв титул діер-кагана (другого кагана), отримавши володіння в області долини річки Туул. Подальша доля невідома.